# Дзвоники Стевена
{{#ifeq:0|0|{{#if:Campanula stevenii|{{#if:|[[]}}|[[]]}}}}
Дзвоники Стевена (Campanula stevenii) — вид квіткових рослин з родини дзвоникових. Батьківщиною цього виду є Євразія від Румунії до Монголії.

## Морфологічна характеристика
Це багаторічні рослини, від запушених до голих. Кореневище тонке, повзуче, ± столоноподібне. Стебла висхідно-прямі, 15–30 см, тонкі, прості або злегка розгалужені до суцвіття, знизу запушені, зверху голі. Листки від городчасто-пилчастих до цільних; прикореневі — довгасті, лопатчасті, до 6 × 1.5 см, тупий або притуплений, звужений у ніжку до 6 см; верхні — від лінійно-ланцетних до лінійних, сидячі. Квітки поодинокі, верхівкові або в нещільному 2–5-квітковому суцвітті. Частки чашечки лінійно-ланцетні, 8–11 × 1 мм, прямі, голі. Віночок широко-ворончастий, 18–25 × 20–25 мм, розділений на 1/3–1/2 на яйцеподібні гострі частки, голий, лавандово-блакитний або блідо-блакитно-фіолетовий. Коробочка подовжено-зворотноконічна, 10–15 × 4–5 мм. Насіння подовжене, еліпсоїдне, 1 × 0.3–0.4 мм, коричневе, блискуче.

## Поширення
В Україні вид росте на степових схилах — зрідка в Лівобережному Степу, ще рідше в Лівобережному Лісостепу.

## Підвиди
- Campanula stevenii subsp. alberti (Trautv.) Victorov
- Campanula stevenii subsp. altaica (Ledeb.) Fed.
- Campanula stevenii subsp. beauverdiana (Fomin) Rech.f. & Schiman-Czeika
- Campanula stevenii subsp. stevenii
- Campanula stevenii subsp. wolgensis (P.A.Smirn.) Fed.